# المشاف (حجة)
المشاف هي إحدى قرى الجمهورية اليمنية. تتبع جغرافيا لمحافظة حجة وإداريًا لمديرية عبس. يبلغ تعداد سكانها 1194 نسمة حسب الإحصاء الذي أجري عام 2004.